# تشيما بيانكا
تشيما بيانكا (بالإنجليزية: Cima Bianca)‏ هو أحد جبال سلسلة جبال الألب ليبونتيني ويقع في كانتون تيسينو في سويسرا. يحتل المرتبة رقم 303 في قائمة جبال سويسرا من حيث الارتفاع، إذ يبلغ ارتفاعه حوالي 2612 متر، بينما يبلغ ارتفاع نتوء الجبل 309 متر.